# Sara Takanashi
Sara Takanashi (jap. 高梨 沙羅, Takanashi Sara, * 8. Oktober 1996 in Kamikawa, Präfektur Hokkaidō) ist eine japanische Skispringerin. Die Sportstudentin ist mit 63 Einzelsiegen die mit Abstand erfolgreichste Athletin im Skisprung-Weltcup und übertrifft damit auch den männlichen Rekordsieger Gregor Schlierenzauer (53 Einzelsiege). Darüber hinaus hält die Japanerin viele weitere Rekorde.

## Werdegang
Ihr Debüt im Skisprung-Continental-Cup gab Takanashi am 3. März 2009 zum Saisonfinale der Saison 2008/09 in Zaō. Dabei gelang es ihr in beiden Springen, die Punkteränge zu erreichen. Ihre erste Saison beendete sie daher auf dem 54. Platz der Gesamtwertung. In der Folgesaison konnte sie ihre Leistungen beständig steigern und erreichte regelmäßig Platzierungen unter den besten Zehn. Bei der Junioren-Weltmeisterschaft 2010 in Hinterzarten erreichte sie von der Normalschanze den siebten Platz. Am 2. März 2010 gelang ihr mit dem dritten Platz in Zaō erstmals der Sprung auf das Podest. Die Saison 2009/10 beendete sie auf dem 15. Platz in der Continental-Cup-Gesamtwertung.
Am 3. Dezember 2011 gab sie ihr Debüt im neugeschaffenen Damen-Weltcup in Lillehammer und wurde fünfte. Ihren ersten Weltcupsieg feierte sie am 3. März 2012 in Yamagata und ist mit 15 Jahren und 147 Tagen die jüngste Person mit einem ersten Platz in dieser Wettkampfserie. Bei den Olympischen Jugend-Winterspielen 2012 in Innsbruck gewann sie Gold im Einzelspringen. Die Premiere des Mixed-Team-Wettbewerbes im Rahmen des Sommer-Grand-Prix am 14. August 2012 in Courchevel gewann Takanashi mit dem japanischen Team.

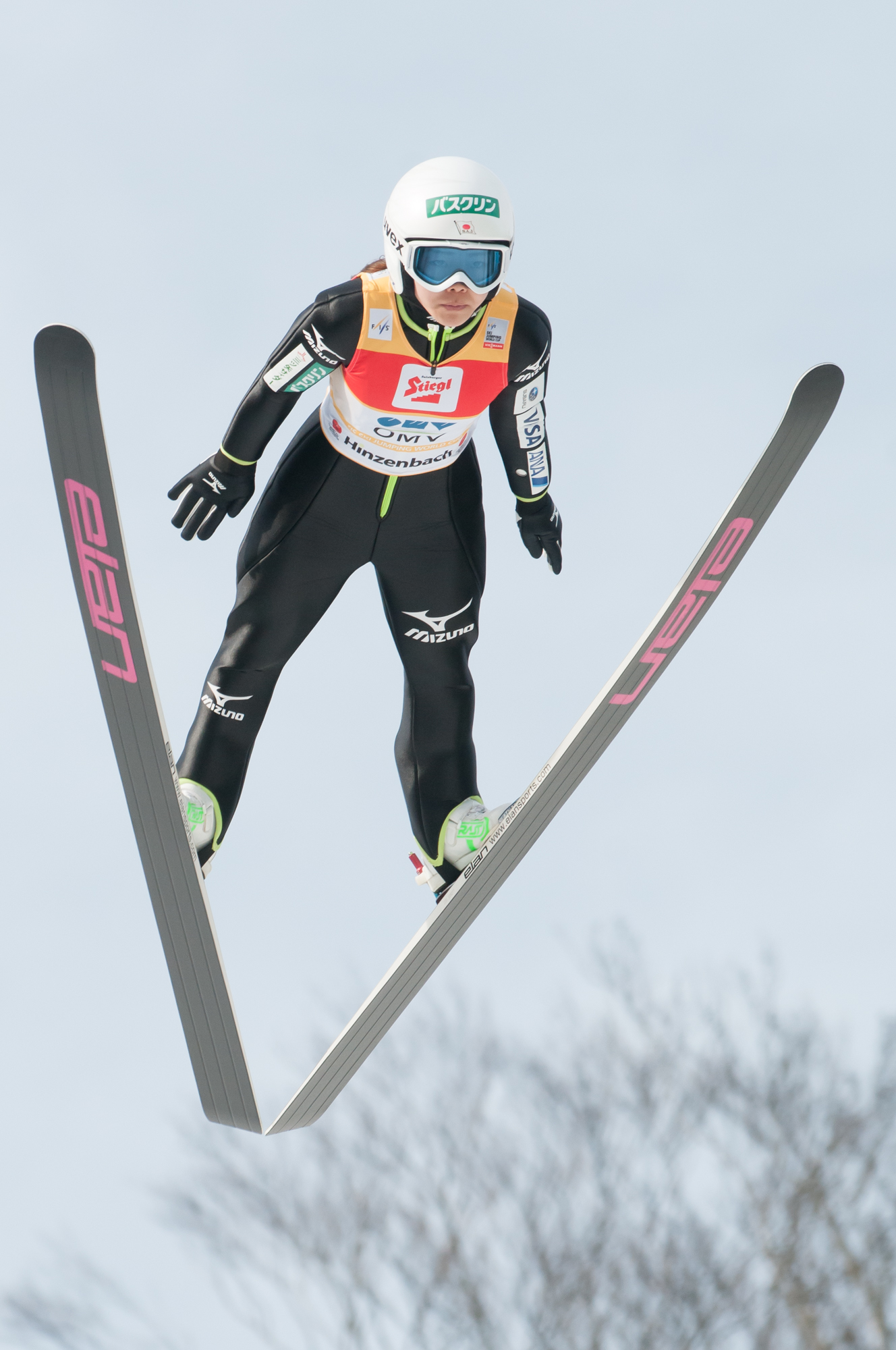
Takanashi 2016 in Hinzenbach

Am 24. Januar 2013 gewann Sara Takanashi bei den Junioren-Weltmeisterschaften in Liberec die Goldmedaille. Sie verteidigte damit ihren Titel, nachdem sie bereits 2012 in Erzurum erfolgreich war.
Bei den Nordischen Skiweltmeisterschaften 2013 im Val di Fiemme gewann sie mit der japanischen Mannschaft die Goldmedaille im Mixed-Team-Wettbewerb. Zwei Tage zuvor hatte sie im Einzelwettbewerb hinter der US-Amerikanerin Sarah Hendrickson den zweiten Platz belegt. Erfolgreich war sie mit der japanischen Mannschaft auch beim Debüt des Mixed-Team-Wettbewerbs im Weltcup am 6. Dezember 2013.
Mit insgesamt acht Weltcupsiegen gewann sie die Weltcup-Gesamtwertung der Saison 2012/13. Beim Sommer-Grand-Prix 2013 siegte Takanashi in vier von sechs Wettbewerben und damit erneut auch die Grand-Prix Wertung. Auch 2014, 2015 und 2016 konnte sie die Grand-Prix-Gesamtwertung für sich entscheiden.
Am 28. Januar 2014 gewann sie zum dritten Mal in Folge den Junioren-Weltmeistertitel im Einzel bei der Junioren-WM im Val di Fiemme, und ersprang bereits 2 Tage später zusammen mit ihren Teamkolleginnen auch den Mannschaftstitel. Mit 5 Titeln in Einzel- und Mannschaftswettbewerben ist sie neben Heinz Kuttin die erfolgreichste Athletin bei Junioren-Weltmeisterschaften im Skispringen. Takanashi hat außerdem als einzige Person drei Einzelgoldmedaillen bei diesem Turnier gewonnen.
Bei den Olympischen Winterspielen 2014 belegte sie nur den vierten Platz, in der damaligen Weltcupsaison gewann Takanashi hingegen 15 der 18 Wettbewerbe und stand bei allen Springen auf dem Podium. In der Saison 2014/15 erzielte sie den zweiten Rang im Gesamtweltcup hinter Daniela Iraschko-Stolz, wobei sie sechs Tagessiege errang. Bei den Nordische Skiweltmeisterschaften 2015 im schwedischen Falun konnte sie auf Platz vier im Einzel erneut keine Medaille gewinnen. Gemeinsam mit Yūki Itō, Noriaki Kasai und Taku Takeuchi gewann sie im Mixed-Team-Wettbewerb die Bronzemedaille.
In der Folgesaison 2015/16 gewann Takanashi zum dritten Mal in vier Jahren den Gesamtweltcup. Dabei erzielte sie in 17 Wettbewerben 14 Siege und stand nur einmal nicht auf dem Podest. Ihre Siegquote von 82,35 % stellt einen geschlechterübergreifenden Rekord dar. In der Saison 2016/17 ließ Takanashis Dominanz zwar wieder ein wenig nach, dennoch wurde sie nach 17 von 19 geplanten Wettbewerben vorzeitig Gesamtweltcupsiegerin. Bei den Nordischen Skiweltmeisterschaften 2017 in Lahti konnte sie im Einzelwettbewerb erneut nicht die Goldmedaille gewinnen, sondern musste sich hinter Carina Vogt und Yūki Itō mit Bronze zufriedengeben. Im Mixed-Team-Wettbewerb bildete sie gemeinsam mit Yūki Itō, Taku Takeuchi und Daiki Itō die japanische Mannschaft. Das Quartett gewann hinter den Mannschaften aus Deutschland und Österreich die Bronzemedaille.
In der Saison 2017/18 war die Dominanz von Sara Takanashi vollständig gebrochen. Ihre ersten beiden Saison-Siege konnte sie im Team-Wettbewerb erringen. Am 16. Dezember 2017 fand in Hinterzarten der erste Teamwettbewerb statt. Gemeinsam mit Yūki Itō, Kaori Iwabuchi und Yūka Setō konnte sie diesen Wettbewerb gewinnen. Am 20. Januar konnte sie auch im heimischen Yamagata mit der japanischen Mannschaft den zweiten Teamwettbewerb gewinnen. Bei den Olympischen Winterspielen 2018 in Pyeongchang belegte sie hinter Maren Lundby aus Norwegen und der Deutschen Katharina Althaus den dritten Platz und konnte damit ihre erste olympische Medaille gewinnen. Beim Weltcup-Finale in Oberstdorf am 24. und 25. März 2018 erzielte sie ihre einzigen beiden Einzel-Weltcupsiege der Saison und den 54. und 55. ihrer Karriere. Mit dem 54. Sieg am ersten Tag übertraf sie den Österreicher Gregor Schlierenzauer (53 Weltcupsiege) und wurde damit zur erfolgreichsten Skispringerin, gemessen an Einzel-Weltcupsiegen. Sie beendete die Saison erstmals seit 2012 als wieder Dritte des Gesamtweltcups nach vier Siegen (2013, 2014, 2016, 2017) und einem zweiten Platz (2015).
In der Saison 2018/19 gelang ihr am 10. Februar der 56. Einzelweltcupsieg auf der Normalschanze in Ljubno. Sie beendete damit eine Serie von sechs Siegen der Norwegerin Maren Lundby. Bei den Skiweltmeisterschaften 2019 in Seefeld in Tirol wurde sie im Einzelwettbewerb und mit der japanischen Frauenmannschaft jeweils Sechste und belegte im abschließenden Mixed-Teamwettbewerb den fünften Rang.
Bei den Skiweltmeisterschaften 2021 in Oberstdorf wurde sie in den Einzelwettbewerben Zweite von der Groß- und Dritte von der Normalschanze. Mit der japanischen Frauenmannschaft wurde sie Vierte und belegte im Mixed-Teamwettbewerb den fünften Rang. Bei den Olympischen Winterspielen in Peking wurde sie mit dem japanischen Mixed-Team und im Einzelwettbewerb jeweils Vierte.

## Erfolge

### Weltcupsiege im Einzel
| Nr. | Datum             | Ort           | Typ           |
| --- | ----------------- | ------------- | ------------- |
| 01. | 3. März 2012      | Yamagata      | Normalschanze |
| 02. | 24. November 2012 | Lillehammer   | Normalschanze |
| 03. | 14. Dezember 2012 | Ramsau        | Normalschanze |
| 04. | 5. Januar 2013    | Schonach      | Normalschanze |
| 05. | 13. Januar 2013   | Hinterzarten  | Normalschanze |
| 06. | 10. Februar 2013  | Yamagata      | Normalschanze |
| 07. | 10. Februar 2013  | Yamagata      | Normalschanze |
| 08. | 16. Februar 2013  | Ljubno        | Normalschanze |
| 09. | 17. Februar 2013  | Ljubno        | Normalschanze |
| 10. | 7. Dezember 2013  | Lillehammer   | Normalschanze |
| 11. | 21. Dezember 2013 | Hinterzarten  | Normalschanze |
| 12. | 22. Dezember 2013 | Hinterzarten  | Normalschanze |
| 13. | 3. Januar 2014    | Tschaikowski  | Normalschanze |
| 14. | 11. Januar 2014   | Sapporo       | Normalschanze |
| 15. | 12. Januar 2014   | Sapporo       | Normalschanze |
| 16. | 18. Januar 2014   | Yamagata      | Normalschanze |
| 17. | 19. Januar 2014   | Yamagata      | Normalschanze |
| 18. | 1. Februar 2014   | Hinzenbach    | Normalschanze |
| 19. | 2. Februar 2014   | Hinzenbach    | Normalschanze |
| 20. | 1. März 2014      | Râșnov        | Normalschanze |
| 21. | 2. März 2014      | Râșnov        | Normalschanze |
| 22. | 8. März 2014      | Oslo          | Großschanze   |
| 23. | 15. März 2014     | Falun         | Normalschanze |
| 24. | 22. März 2014     | Planica       | Großschanze   |
| 25. | 10. Januar 2015   | Sapporo       | Normalschanze |
| 26. | 11. Januar 2015   | Sapporo       | Normalschanze |
| 27. | 8. Februar 2015   | Râșnov        | Normalschanze |
| 28. | 14. Februar 2015  | Ljubno        | Normalschanze |
| 29. | 15. Februar 2015  | Ljubno        | Normalschanze |
| 30. | 13. März 2015     | Oslo          | Großschanze   |
| 31. | 4. Dezember 2015  | Lillehammer   | Normalschanze |
| 32. | 13. Dezember 2015 | Nischni Tagil | Normalschanze |
| 33. | 16. Januar 2016   | Sapporo       | Normalschanze |
| 34. | 17. Januar 2016   | Sapporo       | Normalschanze |
| 35. | 22. Januar 2016   | Yamagata      | Normalschanze |
| 36. | 23. Januar 2016   | Yamagata      | Normalschanze |
| 37. | 30. Januar 2016   | Oberstdorf    | Normalschanze |
| 38. | 31. Januar 2016   | Oberstdorf    | Normalschanze |
| 39. | 4. Februar 2016   | Oslo          | Großschanze   |
| 40. | 6. Februar 2016   | Hinzenbach    | Normalschanze |
| 41. | 7. Februar 2016   | Hinzenbach    | Normalschanze |
| 42. | 19. Februar 2016  | Lahti         | Normalschanze |
| 43. | 27. Februar 2016  | Almaty        | Normalschanze |
| 44. | 28. Februar 2016  | Almaty        | Normalschanze |
| 45. | 2. Dezember 2016  | Lillehammer   | Normalschanze |
| 46. | 3. Dezember 2016  | Lillehammer   | Normalschanze |
| 47. | 11. Dezember 2016 | Nischni Tagli | Normalschanze |
| 48. | 7. Januar 2017    | Oberstdorf    | Großschanze   |
| 49. | 8. Januar 2017    | Oberstdorf    | Großschanze   |
| 50. | 29. Januar 2017   | Râșnov        | Normalschanze |
| 51. | 4. Februar 2017   | Hinzenbach    | Normalschanze |
| 52. | 5. Februar 2017   | Hinzenbach    | Normalschanze |
| 53. | 16. Februar 2017  | Pyeongchang   | Normalschanze |
| 54. | 24. März 2018     | Oberstdorf    | Normalschanze |
| 55. | 25. März 2018     | Oberstdorf    | Normalschanze |
| 56. | 10. Februar 2019  | Ljubno        | Normalschanze |
| 57. | 9. März 2020      | Lillehammer   | Großschanze   |
| 58. | 6. Februar 2021   | Hinzenbach    | Normalschanze |
| 59. | 7. Februar 2021   | Hinzenbach    | Normalschanze |
| 60. | 19. Februar 2021  | Râșnov        | Normalschanze |
| 61. | 1. Januar 2022    | Ljubno        | Normalschanze |
| 62. | 2. März 2022      | Lillehammer   | Großschanze   |
| 63. | 6. März 2022      | Oslo          | Großschanze   |

### Weltcupsiege im Team
| Nr. | Datum             | Ort          | Typ                 |
| --- | ----------------- | ------------ | ------------------- |
| 01. | 6. Dezember 2013  | Lillehammer  | Normalschanze Mixed |
| 02. | 16. Dezember 2017 | Hinterzarten | Normalschanze       |
| 03. | 20. Januar 2018   | Yamagata     | Normalschanze       |

### Grand-Prix-Siege im Einzel
| Nr. | Datum              | Ort                    | Typ           |
| --- | ------------------ | ---------------------- | ------------- |
| 01. | 22. September 2012 | Almaty                 | Normalschanze |
| 02. | 23. September 2012 | Almaty                 | Normalschanze |
| 03. | 13. September 2013 | Nischni Tagil          | Normalschanze |
| 04. | 14. September 2013 | Nischni Tagil          | Normalschanze |
| 05. | 21. September 2013 | Almaty                 | Normalschanze |
| 06. | 22. September 2013 | Almaty                 | Normalschanze |
| 07. | 20. September 2014 | Almaty                 | Normalschanze |
| 08. | 21. September 2014 | Almaty                 | Normalschanze |
| 09. | 14. August 2015    | Courchevel             | Normalschanze |
| 10. | 5. September 2015  | Tschaikowski           | Normalschanze |
| 11. | 6. September 2015  | Tschaikowski           | Normalschanze |
| 12. | 12. September 2015 | Almaty                 | Normalschanze |
| 13. | 13. September 2015 | Almaty                 | Normalschanze |
| 14. | 16. Juli 2016      | Courchevel             | Normalschanze |
| 15. | 10. September 2016 | Tschaikowski           | Normalschanze |
| 16. | 11. September 2016 | Tschaikowski           | Normalschanze |
| 17. | 19. August 2017    | Frenštát pod Radhoštěm | Normalschanze |
| 18. | 9. September 2017  | Tschaikowski           | Normalschanze |
| 19. | 10. September 2017 | Tschaikowski           | Normalschanze |
| 20. | 28. Juli 2018      | Hinterzarten           | Normalschanze |
| 21. | 10. August 2018    | Courchevel             | Großschanze   |
| 22. | 17. August 2018    | Frenštát pod Radhoštěm | Normalschanze |
| 23. | 18. August 2018    | Frenštát pod Radhoštěm | Normalschanze |
| 24. | 26. Juli 2019      | Hinterzarten           | Normalschanze |
| 25. | 9. August 2019     | Courchevel             | Großschanze   |
| 26. | 15. August 2021    | Frenštát pod Radhoštěm | Normalschanze |
| 27. | 14. August 2024    | Courchevel             | Großschanze   |

### Grand-Prix-Siege im Team
| Nr. | Datum             | Ort          | Typ                 |
| --- | ----------------- | ------------ | ------------------- |
| 01. | 14. August 2012   | Courchevel   | Normalschanze Mixed |
| 02. | 27. Juli 2013     | Hinterzarten | Normalschanze Mixed |
| 03. | 8. September 2018 | Tschaikowski | Großschanze Mixed   |

### Continental-Cup-Siege im Einzel
| Nr. | Datum              | Ort            | Typ           |
| --- | ------------------ | -------------- | ------------- |
| 01. | 19. Februar 2011   | Ramsau         | Normalschanze |
| 02. | 20. Februar 2011   | Ramsau         | Normalschanze |
| 03. | 29. November 2011  | Rovaniemi      | Normalschanze |
| 04. | 27. September 2014 | Trondheim      | Normalschanze |
| 05. | 28. September 2014 | Trondheim      | Normalschanze |
| 06. | 29. August 2015    | Oberwiesenthal | Normalschanze |
| 07. | 14. September 2019 | Lillehammer    | Normalschanze |
| 08. | 21. Januar 2022    | Innsbruck      | Großschanze   |
| 09. | 22. Januar 2022    | Innsbruck      | Großschanze   |

## Statistik

### Weltcup-Platzierungen
| Saison  | Platz | Punkte |
| ------- | ----- | ------ |
| 2011/12 | 03.   | 0639   |
| 2012/13 | 01.   | 1297   |
| 2013/14 | 01.   | 1720   |
| 2014/15 | 02.   | 0973   |
| 2015/16 | 01.   | 1610   |
| 2016/17 | 01.   | 1455   |
| 2017/18 | 03.   | 0916   |
| 2018/19 | 04.   | 1190   |
| 2019/20 | 04.   | 0785   |
| 2020/21 | 02.   | 0862   |
| 2021/22 | 05.   | 0843   |
| 2022/23 | 10.   | 0674   |
| 2023/24 | 09.   | 0799   |
| 2024/25 | 12.   | 0601   |

### Grand-Prix-Platzierungen
| Saison | Platz | Punkte |
| ------ | ----- | ------ |
| 2012   | 01.   | 0312   |
| 2013   | 01.   | 0525   |
| 2014   | 01.   | 0200   |
| 2015   | 01.   | 0500   |
| 2016   | 01.   | 0300   |
| 2017   | 01.   | 0380   |
| 2018   | 01.   | 0460   |
| 2019   | 01.   | 0200   |
| 2021   | 02.   | 0320   |
| 2023   | 02.   | 0326   |
| 2024   | 03.   | 0209   |

### Continental-Cup-Platzierungen
| Saison  | Platz | Punkte |
| ------- | ----- | ------ |
| 2008/09 | 54.   | 031    |
| 2009/10 | 15.   | 312    |
| 2010/11 | 11.   | 411    |
| 2011/12 | 04.   | 220    |
| 2013/14 | 02.   | 200    |
| 2014/15 | 03.   | 200    |
| 2015/16 | 03.   | 180    |
| 2019/20 | 31.   | 100    |
| 2021/22 | 17.   | 200    |

### Schanzenrekorde
| Ort              | Weite               | aufgestellt am     | Rekord bis         |
| ---------------- | ------------------- | ------------------ | ------------------ |
| Ramsau           | 94,5 m (HS: 98 m)   | 19. Februar 2011   | 19. Februar 2011   |
| Ramsau           | 96,5 m (HS: 98 m)   | 19. Februar 2011   | 20. Februar 2011   |
| Ramsau           | 97,5 m (HS: 98 m)   | 20. Februar 2011   | 20. Februar 2011   |
| Ramsau           | 102,0 m (HS: 98 m)  | 20. Februar 2011   | aktuell            |
| Seefeld in Tirol | 76,0 m (HS: 75 m)   | 12. Februar 2012   | 12. Februar 2012   |
| Seefeld in Tirol | 79,5 m (HS: 75 m)   | 12. Februar 2012   | aktuell            |
| Yamagata         | 102,5 m (HS: 100 m) | 3. März 2012       | 22. Januar 2016    |
| Oslo             | 108,0 m (HS: 106 m) | 9. März 2012       | aktuell            |
| Almaty           | 105,0 m (HS: 106 m) | 22. September 2012 | 22. September 2012 |
| Almaty           | 105,5 m (HS: 106 m) | 22. September 2012 | 23. September 2012 |
| Almaty           | 107,0 m (HS: 106 m) | 23. September 2012 | aktuell            |
| Tschaikowski     | 104,0 m (HS: 102 m) | 4. Januar 2013     | aktuell            |
| Hinterzarten     | 109,5 m (HS: 108 m) | 12. Januar 2013    | aktuell            |
| Liberec          | 104,5 m (HS: 100 m) | 23. Januar 2013    | 26. Januar 2013    |
| Trondheim        | 105,0 m (HS: 105 m) | 15. März 2013      | aktuell            |
| Oslo             | 134,0 m (HS: 134 m) | 17. März 2013      | 4. Februar 2016    |
| Hinterzarten     | 104,0 m (HS: 108 m) | 26. Juli 2013      | 27. Juli 2013      |
| Hinterzarten     | 105,5 m (HS: 108 m) | 27. Juli 2013      | 28. Juli 2018      |
| Nischni Tagil    | 93,0 m (HS: 100 m)  | 13. September 2013 | 13. September 2013 |
| Nischni Tagil    | 96,0 m (HS: 100 m)  | 13. September 2013 | 13. September 2013 |
| Nischni Tagil    | 96,5 m (HS: 100 m)  | 13. September 2013 | 13. September 2013 |
| Nischni Tagil    | 98,5 m (HS: 100 m)  | 13. September 2013 | aktuell            |
| Sapporo          | 106,0 m (HS: 103 m) | 11. Januar 2014    | aktuell            |
| Planica          | 102,5 m (HS: 104 m) | 26. Januar 2014    | aktuell            |
| Râșnov           | 100,5 m (HS: 100 m) | 1. März 2014       | aktuell            |
| Planica          | 135,0 m (HS: 139 m) | 22. März 2014      | 1. März 2023       |
| Tschaikowski     | 103,5 m (HS: 102 m) | 4. September 2015  | 10. September 2016 |
| Nischni Tagil    | 98,0 m (HS: 100 m)  | 13. Dezember 2015  | 13. Dezember 2015  |
| Nischni Tagil    | 99,0 m (HS: 100 m)  | 13. Dezember 2015  | 10. Dezember 2016  |
| Yamagata         | 106,0 m (HS: 103 m) | 22. Januar 2016    | aktuell            |
| Oberstdorf       | 104,0 m (HS: 106 m) | 30. Januar 2016    | 30. Januar 2016    |
| Oberstdorf       | 107,0 m (HS: 106 m) | 30. Januar 2016    | 25. Februar 2021   |
| Oslo             | 137,5 m (HS: 134 m) | 4. Februar 2016    | aktuell            |
| Hinzenbach       | 98,0 m (HS: 94 m)   | 7. Februar 2016    | aktuell            |
| Lahti            | 96,5 m (HS: 100 m)  | 19. Februar 2016   | 19. Februar 2016   |
| Lahti            | 99,5 m (HS: 100 m)  | 19. Februar 2016   | aktuell            |
| Almaty           | 107,0 m (HS: 106 m) | 27. Februar 2016   | 28. Februar 2016   |
| Tschaikowski     | 106,5 m (HS: 102 m) | 10. September 2016 | 10. September 2017 |
| Nischni Tagil    | 102,0 m (HS: 100 m) | 10. Dezember 2016  | aktuell            |
| Oberstdorf       | 127,5 m (HS: 137 m) | 6. Januar 2017     | 7. Januar 2017     |
| Oberstdorf       | 131,0 m (HS: 137 m) | 7. Januar 2017     | 7. Januar 2017     |
| Tschaikowski     | 108,0 m (HS: 102 m) | 10. September 2017 | aktuell            |
| Hinterzarten     | 108,0 m (HS: 108 m) | 26. Juli 2019      | aktuell            |